# Teiwaz
Teiwaz (ook wel Tiwaz) is de zeventiende rune van het oude futhark. De klank is 'T'. Teiwaz is de eerste rune van de derde Aett. De rune staat voor de god Týr.

## Karaktercodering
| Unicode Codepoint | U+16cf                       |
| Unicode-Name      | RUNIC LETTER TIWAZ TIR TYR T |
| HTML              | &#5839;                      |